# Geçitli, Sincik
Geçitli là một xã thuộc huyện Sincik, tỉnh Adıyaman, Thổ Nhĩ Kỳ. Dân số thời điểm năm 2011 là 160 người.